# Christian Borchgrevink
Christian Borchgrevink (Oslo, 1999. május 11. –) norvég korosztályos válogatott labdarúgó, a Vålerenga hátvédje.

## Pályafutása

### Klubcsapatokban
Borchgrevink a norvég fővárosban, Osloban született. Az ifjúsági pályafutását a helyi Lille Tøyen csapatában kezdte. 2008-ban átigazolt a Vålerenga akadémiájához.
2015-ben mutatkozott be a Vålerenga tartalék, majd 2017-ben az első csapatában. Először a 2017. szeptember 24-ei, Brann elleni mérkőzésen lépett pályára. Első gólját 2019. szeptember 1-jén, a Rosenborg ellen 1–1-es döntetlennel zárult mérkőzésen szerezte. A 2018-as szezonban a HamKam, a 2019-es szezonban pedig a Notodden csapatát erősítette, mint kölcsönjátékos.

### A válogatottban
2019-ben két mérkőzés erejéig tagja volt a norvég U21-es válogatottnak. Először a 2019. november 15-ei, Ciprus elleni EB-selejtezőn lépett pályára.

## Statisztikák
2021. december 12. szerint
| Klub                  | Szezon   | Osztály     | Bajnokság | Bajnokság | Kupa  | Kupa | Nemzetközi | Nemzetközi | Összesen | Összesen |
| Klub                  | Szezon   | Osztály     | Meccs     | Gól       | Meccs | Gól  | Meccs      | Gól        | Meccs    | Gól      |
| --------------------- | -------- | ----------- | --------- | --------- | ----- | ---- | ---------- | ---------- | -------- | -------- |
| Vålerenga             | 2017     | Eliteserien | 1         | 0         | 0     | 0    | 0          | 0          | 1        | 0        |
| Vålerenga             | 2018     | Eliteserien | 2         | 0         | 1     | 1    | 0          | 0          | 3        | 1        |
| Vålerenga             | 2019     | Eliteserien | 12        | 1         | 1     | 0    | 0          | 0          | 13       | 1        |
| Vålerenga             | 2020     | Eliteserien | 29        | 1         | 0     | 0    | 0          | 0          | 29       | 1        |
| Vålerenga             | 2021     | Eliteserien | 24        | 3         | 1     | 0    | 2          | 0          | 27       | 3        |
| Vålerenga             | Összesen | Összesen    | 68        | 5         | 3     | 1    | 2          | 0          | 73       | 6        |
| HamKam (kölcsönben)   | 2018     | OBOS-ligaen | 6         | 0         | 0     | 0    | —          | —          | 6        | 0        |
| Notodden (kölcsönben) | 2019     | OBOS-ligaen | 7         | 1         | 0     | 0    | —          | —          | 7        | 1        |
| Összesen              | Összesen | Összesen    | 81        | 6         | 3     | 1    | 2          | 0          | 86       | 7        |

## Fordítás
Ez a szócikk részben vagy egészben  a   Christian Borchgrevink című angol Wikipédia-szócikk fordításán alapul.  Az eredeti cikk szerkesztőit annak laptörténete sorolja fel. Ez a jelzés csupán a megfogalmazás eredetét és a szerzői jogokat jelzi, nem szolgál a cikkben szereplő információk forrásmegjelöléseként.